# Дір-Лейк (округ Скайлкілл, Пенсільванія)
Діер-Лейк (англ. Deer Lake) — місто (англ. borough) в США, в окрузі Скайлкілл штату Пенсільванія. Населення — 670 осіб (2020).

## Географія
Діер-Лейк розташований за координатами 40°37′14″ пн. ш. 76°3′25″ зх. д. / 40.62056° пн. ш. 76.05694° зх. д. (40.620629, -76.056919).  За даними Бюро перепису населення США в 2010 році місто мало площу 1,22 км², з яких 1,14 км² — суходіл та 0,08 км² — водойми.

## Демографія
Згідно з переписом 2010 року, у селищі мешкало 687 осіб у 263 домогосподарствах у складі 200 родин. Густота населення становила 563 особи/км².  Було 278 помешкань (228/км²).
Расовий склад населення:
| - 97,2 % — білих - 1,0 % — азіатів - 0,6 % — чорних або афроамериканців - 0,3 % — корінних американців |

До двох чи більше рас належало 0,9 %. Частка іспаномовних становила 1,0 % від усіх жителів.
За віковим діапазоном населення розподілялося таким чином: 24,9 % — особи молодші 18 років, 64,2 % — особи у віці 18—64 років, 10,9 % — особи у віці 65 років та старші. Медіана віку мешканця становила 40,1 року. На 100 осіб жіночої статі у селищі припадало 114,7 чоловіків;  на 100 жінок у віці від 18 років та старших — 104,0 чоловіків також старших 18 років.
Середній дохід на одне домашнє господарство  становив 80 207 доларів США (медіана — 71 875), а середній дохід на одну сім'ю — 89 123 долари (медіана — 79 444). Медіана доходів становила 61 458 доларів для чоловіків та 37 222 долари для жінок. За межею бідності перебувало 2,4 % осіб, у тому числі 2,0 % дітей у віці до 18 років та 3,9 % осіб у віці 65 років та старших.
Цивільне працевлаштоване населення становило 362 особи. Основні галузі зайнятості: виробництво — 24,3 %, освіта, охорона здоров'я та соціальна допомога — 22,9 %, роздрібна торгівля — 9,4 %, будівництво — 9,1 %.